# Голік Олексій Олександрович
Олексій Олександрович Голік (3 жовтня 1918 р. с. Андріївка, Балаклійський район, Харківська  область — 7 квітня 2002 р., Луцьк) — комісар міліції ІІІ-го рангу, начальник УВС Волинського облвиконкому, генерал-майор міліції.

## Життєпис
Народився 3 жовтня 1918 р. у селі Андріївка на Харківщині. Після закінчення педагогічного технікуму в м. Ізюм Харківської області працював викладачем історії, директором загальноосвітньої школи.
З першого і до останнього дня війни — на передовій, де пройшов шлях від рядового до офіцера Червоної Армії.

## Кар'єра
26 квітня 1961 року до виконання обов'язків начальника управління охорони громадського порядку Волинського облвиконкому приступив другий секретар Рожищенського райкому партії, підполковник О. О. Голік.
У повоєнний час О. О. Голік навчається на вищих загально-армійських військово-політичних курсах у Москві, після закінчення яких працює в Богодухівському райкомі КП України, потім навчається у Вищій партійній школі при ЦК КП України і працює на керівних посадах в партійних органах Волинської області.
Нагороджений орденами «Червоної Зірки», «Вітчизняної війни 1-го ступеня», медалями «За відвагу», «За визволення Варшави», «За взяття Берліна» та іншими.
В 1962 році, згідно з постановою Ради Міністрів УРСР, йому присвоєно спеціальне звання полковник внутрішньої служби.
Вітальну телеграму з цієї нагоди надіслав міністр охорони громадського порядку УРСР І.Головченко.
В 1967 році міністр внутрішніх справ СРСР генерал-армії Щолоков надіслав урядову телеграму і поздоровив О. О. Голіка з присвоєнням йому звання комісара міліції ІІІ-го рангу.
Відповідно до Указу Президії Верховної Ради СРСР від 23 жовтня 1973 року було запроваджено спеціальні звання генерал-майора міліції та генерал-лейтенанта міліції, які замінили звання комісара міліції.
Відповідно до постанови Ради міністрів СРСР, що відбулася того ж дня, звання комісара міліції 3 рангу прирівнювалося до звання генерал-майора міліції — і Голік Олексій Олександрович став одним з перших чотирьох генералів міліції УРСР.
Начальником УВС Волинського облвиконкому О. О. Голік працював 17 років, до 1977 року, — часу виходу у відставку за вислугою і станом здоров'я.
Помер Олексій Олександрович в 2002 році в Луцьку і похований на міському кладовищі.

## Особисте життя
4 листопада 1939 року в Олексія народився син Анатолій. Навідміну від батька, він вирішив обрати не пов'язану з політикою та правоохоронною діяльністю професію.

## Нагороди
- Орден «Вітчизняної війни 1-го ступеня» (27.05.1945)
- Орден «Червоної Зірки» (28.10.1945)
- Медаль «За відвагу» (20.03.1942)
- Медаль «За визволення Варшави»
- Медаль «За взяття Берліна»